# Veon
VEON Ltd. (anciennement VimpelCom Ltd.) est une entreprise néerlandaise de télécommunication, un des plus importants opérateurs de réseau mobile au monde, dont le premier marché est la Russie. Elle possède les filiales Beeline, Mobilink, Kyivstar et Banglalink et possédait 50 % de Wind.

## Histoire

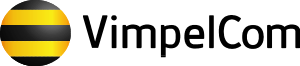
Logo de VimpelCom de 2009 à 2017.

En octobre 2010, VimpelCom rachète Weather Investments à l'égyptien Naguib Sawiris pour 6,6 milliards de dollars, mettant ainsi la main sur 100 % de Wind, 3e opérateur mobile italien et sur 51,7 % d'Orascom Telecom Holding, 1er opérateur mobile d'Afrique du Nord. Cette acquisition propulse, en 2010, Vimpelcom au 5e rang mondial des opérateurs mobile avec 174 millions de clients, Orascom comptant 73 millions de clients (hors Égypte) au Bangladesh, en Algérie, en Tunisie, au Pakistan et autres pays,.
En août 2015, VimpelCom et Hutchison annoncent leur intention de fusionner leurs activités en Italie, c'est-à-dire respectivement Wind et 3 Italia, dans une co-entreprise possédée à 50-50. Cette fusion a eu lieu fin 2016 après l'avis positif des autorités de la concurrence européennes.
En mars 2015, l'ex-PDG de SFR Jean-Yves Charlier est nommé à la tête de VimpelCom. En octobre 2015, Telenor annonce son intention de vendre sa participation de 33 % dans VimpelCom. Ainsi en avril 2017, Telenor annonce la vente de 4 % de VimpelCom pour ne détenir plus que 19,7 % de ce dernier.
Le 27 février 2017, l'entreprise a changé son nom en VEON.
En juillet 2018, VEON annonce la vente de sa participation de 50 % dans l'opérateur mobile italien Wind Tre à CK Hutchison Holdings pour 2,45 milliards d'euros.

## Filiales
VimpelCom est un des plus grands fournisseurs de services de télécommunications mobiles au monde. Opérant dans 14 pays, il sert plus de 217 millions de clients.
| Pays                                                              | Opérateurs                          | Participation | Clients mobiles (millions) | Rang |
| ----------------------------------------------------------------- | ----------------------------------- | ------------- | -------------------------- | ---- |
| Pakistan                                                          | PMCL Mobilink                       | 100 %         | 58,3                       | 1/5  |
| Russie                                                            | OJSC VimpelCom (Beeline)            | 100 %         | 54,2                       | 3/12 |
| Bangladesh                                                        | Banglalink                          | 100 %         | 33,0                       | 2/6  |
| Ukraine                                                           | Kyivstar                            | 100 %         | 26,3                       | 1/6  |
| Italie                                                            | Wind Telecomunicazioni              | 92,24 %       | 21,3                       | 3/4  |
| Kazakhstan                                                        | Kar-Tel LLP (Beeline)               | 98,5 %        | 9,8                        | 3/9  |
| Ouzbékistan                                                       | Unitel (Beeline)                    | 100 %         | 9,0                        | 2/5  |
| Kirghizistan                                                      | SkyMobile (Beeline)                 | %             | 2,7                        | 2/7  |
| Géorgie (Beeline)                                                 | Mobitel                             | 51 %          | 1,4                        | 3/4  |
| Tadjikistan                                                       | OOO Takom (Beeline)                 | 60 %          | 1,2                        | 3/4  |
| Arménie                                                           | Armenia Telephone Company (Beeline) | 100 %         | 0,8                        | 1/3  |
| Laos                                                              | VimpelCom Lao (Beeline)             | 78 %          | 0,2                        | 3/5  |
| Source: VEON reports 1Q19 Results, Vimpelcom reports 3Q15 results |                                     |               |                            |      |

### Anciennes filiales
| Pays                                                  | Opérateurs cédés     | Participation | Clients mobiles (millions) | Rang | date              | Acheteur                   |
| ----------------------------------------------------- | -------------------- | ------------- | -------------------------- | ---- | ----------------- | -------------------------- |
| Burundi                                               | U Com                | 51,9 %        | 2,5                        | 1/4  | 20 octobre 2014   | Econet Wireless Global Ltd |
| Zimbabwe                                              | Telecel Zimbabwe     | 60 %          | 2,5                        | 2/3  | novembre 2015     | Zarnet                     |
| Canada                                                | WIND Mobile          |               | 0,8                        | 4/7  | 16 septembre 2014 | Globalive Capital          |
| République centrafricaine                             | Telecel Centrafrique | 51,9 %        | 0,5                        | 1/4  | 20 octobre 2014   | Econet Wireless Global Ltd |
| Sources: Vimpelcom Media Center, Zimbabwe Independent |                      |               |                            |      |                   |                            |

## Controverses
En février 2016, VimpelCom est condamné par la justice américaine à une amende de 835 millions de dollars dans le cadre d'une affaire de corruption d'un représentant du gouvernement ouzbèke pour l'obtention de licences d'exploitation dans le pays entre 2006 et 2012. VimpelCom a reconnu les certains faits et s'est engagé à ne pas reproduire de tel acte pour au moins 3 ans.